# نیلز شلاتربک
نیلز شلاتربک (انگلیسی: Niels Schlotterbeck؛ زادهٔ ۱۲ مارس ۱۹۶۷) بازیکن فوتبال اهل آلمان است.
از باشگاه‌هایی که در آن بازی کرده‌است می‌توان به باشگاه فوتبال هانوفر ۹۶ اشاره کرد.